# Diocesi di Wiawso
La diocesi di Wiawso (in latino Dioecesis Viavsensis) è una sede della Chiesa cattolica in Ghana suffraganea dell'arcidiocesi di Cape Coast. Nel 2022 contava 112.000 battezzati su 949.000 abitanti. È retta dal vescovo Samuel Nkuah-Boateng.

## Territorio
La diocesi comprende i distretti civili di Bia, Juabeso, Sefwi-Wiawso, Bibiani-Anhwiaso-Bekwai e Aowin-Suaman nella Regione Occidentale del Ghana.
Sede vescovile è la città di Wiawso, dove si trova la cattedrale di San Giuseppe.
Il territorio è suddiviso in 34 parrocchie.

## Storia
La diocesi è stata eretta il 22 dicembre 1999 con la bolla Ad efficacius consulendum di papa Giovanni Paolo II, ricavandone il territorio dalla diocesi di Sekondi-Takoradi.

## Cronotassi dei vescovi
Si omettono i periodi di sede vacante non superiori ai 2 anni o non storicamente accertati.
- Joseph Francis Kweku Essien (22 dicembre 1999 - 26 gennaio 2023 ritirato)
- Samuel Nkuah-Boateng, dal 26 gennaio 2023

## Statistiche
La diocesi nel 2022 su una popolazione di 949.000 persone contava 112.000 battezzati, corrispondenti all'11,8% del totale.
| anno | popolazione | popolazione | popolazione | presbiteri | presbiteri | presbiteri | presbiteri                | diaconi | religiosi | religiosi | parrocchie |
| anno | battezzati  | totale      | %           | numero     | secolari   | regolari   | battezzati per presbitero | diaconi | uomini    | donne     | parrocchie |
| ---- | ----------- | ----------- | ----------- | ---------- | ---------- | ---------- | ------------------------- | ------- | --------- | --------- | ---------- |
| 1999 | 136.036     | 641.500     | 21,2        | 41         | 41         |            | 3.317                     |         | 5         | 6         | 9          |
| 2000 | 136.036     | 641.500     | 21,2        | 41         | 41         |            | 3.317                     |         | 5         | 6         | 9          |
| 2001 | 152.856     | 557.397     | 27,4        | 22         | 21         | 1          | 6.948                     |         | 6         | 6         | 10         |
| 2002 | 153.620     | 579.693     | 26,5        | 25         | 24         | 1          | 6.144                     |         | 5         | 8         | 11         |
| 2003 | 156.692     | 579.770     | 27,0        | 28         | 27         | 1          | 5.596                     |         | 5         | 8         | 11         |
| 2004 | 160.514     | 597.163     | 26,9        | 22         | 22         |            | 7.296                     |         | 5         | 4         | 13         |
| 2010 | 190.419     | 677.216     | 28,1        | 30         | 30         |            | 6.347                     |         | 6         | 4         | 20         |
| 2014 | 203.000     | 749.000     | 27,1        | 35         | 35         |            | 5.800                     |         | 3         | 5         | 22         |
| 2017 | 215.900     | 796.000     | 27,1        | 39         | 38         | 1          | 5.535                     |         | 4         | 7         | 25         |
| 2020 | 107.002     | 909.004     | 11,8        | 41         | 41         |            | 2.609                     |         | 5         | 7         | 29         |
| 2022 | 112.000     | 949.000     | 11,8        | 49         | 49         |            | 2.285                     |         | 5         | 7         | 34         |